# 阿聯酋辦公大樓
阿聯酋辦公大樓（英語：Emirates Office Tower）是一棟位於杜拜的摩天大樓，高354.6公尺。2000年完工時，阿聯酋辦公大樓成為杜拜第一高樓，直到2008年被阿勒瑪斯大樓超越。阿聯酋辦公大樓是組成阿聯酋大廈的兩棟大樓之一，另一棟為朱美拉酒店。